# Ona Meseguer
Ona Meseguer Flaque (Barcellona, 20 febbraio 1988) è una pallanuotista spagnola.

## Palmarès
- Giochi olimpici

Londra 2012: argento.
- Mondiali

Barcellona 2013: oro.
- Europei

Malaga 2008: argento.
Budapest 2014: oro.